# Chvalatice
Chvalatice är en ort i Tjeckien.   Den ligger i regionen Södra Mähren, i den sydöstra delen av landet, 160 km sydost om huvudstaden Prag. Chvalatice ligger 445 meter över havet och antalet invånare är 122.
Terrängen runt Chvalatice är platt. Runt Chvalatice är det ganska glesbefolkat, med 38 invånare per kvadratkilometer. Närmaste större samhälle är Moravské Budějovice, 12,3 km norr om Chvalatice. I omgivningarna runt Chvalatice växer i huvudsak blandskog.